# Dutch Challenge Open
Het Dutch Challenge Open was een golfwedstrijd voor Internationale golfprofessionals. De organisatie was de laatste jaren in handen van 'Made in Scotland', met Niels Boysen als toernooidirecteur. De trofee bestaat uit een beeldje van Old Tom Morris.
Om mee te mogen doen aan de toernooien van de European Challenge Tour, moet je daarvoor je kwalificeren of een uitnodiging (wildcard) krijgen. De winnaar van de Van Lanschot Jeugdtour werd uitgenodigd.
1992
De eerste editie werd op Piumerend gespeeld. Na ronde 1 stond Stéphane Lovey op de 2de plaats. Hij eindigde als beste in Nederland wonende pro op de T15de plaats. Tim Giles, ook lid van de Nederlandse PGA,  werd T11de. John Woof, toen nog Engelsman, werd 29ste. Jonas Saxton, nog steeds Amerikaan, werd 33ste. Beste 'echte' Nederlander was Raymond Stoop met 295.

## Winnaars
| Jaar             | Naam van toernooi                                          | Golfbaan               | Winnaar              | Score         | Score         | Info              |
| ---------------- | ---------------------------------------------------------- | ---------------------- | -------------------- | ------------- | ------------- | ----------------- |
| 1992             | Dutch Challenge Open                                       | De Purmer              | John Coe             | 277           |               | Volledige uitslag |
| 1994             | Nedcar National Open                                       | G&CC Hoenshuis         | Rolf Muntz           | 274           |               |                   |
| sept. 1994       | Dutch Challenge Open                                       | Het Rijk van Nijmegen  | Jean François Remesy | 274           |               |                   |
| juni 1995        | Nedcar National Open                                       | Rosendaelsche Golfclub | Rolf Muntz           |               |               |                   |
| aug. 1995        | Steelcover Dutch Challenge Open                            | Golfclub Broekpolder   | Warren Bennett       | 276           |               |                   |
| 1996             | Dutch Challenge                                            | Golfclub Broekpolder   | Matthew Goggin       | 274           |               |                   |
| 1997             | Steelcover Dutch Challenge                                 | Golfclub Broekpolder   | Raphaël Jacquelin    | 277           |               |                   |
| 25-28 mei 2000   | Muermans Real Estate Challenge Open                        | Herkenbosch            | Richard Gillot       | 281           | -7            |                   |
| 05-08 sept. 2001 | Muermans Real Estate Challenge                             | Herkenbosch            | Dominique Nouailhac  | 261           | -19           |                   |
| 17-20 okt. 2002  | Fortis Bank Challenge Open                                 | Het Rijk van Nijmegen  | Didier De Vooght     | 270           | -18           |                   |
| 22-25 mei 2003   | Fortis Challenge Open                                      | GC BurgGolf Purmerend  | Johan Edfors         | 273           | -15           |                   |
| 2004             | niet gespeeld                                              | niet gespeeld          | niet gespeeld        | niet gespeeld | niet gespeeld | niet gespeeld     |
| 15-18 aug. 2005  | Rotterdam International Open                               | Golfclub Broekpolder   | Per G. Nyman         | 275           | -13           |                   |
| 2006             | niet gespeeld                                              | niet gespeeld          | niet gespeeld        | niet gespeeld | niet gespeeld | niet gespeeld     |
| 27-30 sept. 2007 | The Dutch Futures                                          | Golfclub Houtrak       | Peter Whiteford      | 275           | -13           |                   |
| 25-28 sept. 2008 | Dutch Futures                                              | Golfclub Houtrak       | Taco Remkes po       | 275           | -13           |                   |
| 10-13 sept. 2009 | The Dutch Futures presented by The Royal Bank of Schotland | Golfclub Houtrak       | Nicolas Colsaerts    | 271           | -17           |                   |
| 2010             | geannuleerd                                                | geannuleerd            | geannuleerd          | geannuleerd   | geannuleerd   | geannuleerd       |

po 2008: Taco Remkes won de play-off van Jeppe Huldahl. Floris de Vries en Reinier Saxton waren de beste amateurs, zij eindigden met 288 op de 44ste plaats

## Order of Merit
De Challenge Tour heeft een eigen Order of Merit, waarvan de rangorde wordt bepaald door het prijzengeld dat in het lopende jaar is verdiend. De Top-20 aan het einde van het jaar mogen het jaar daarop op de Europese PGA Tour spelen.

Eind 2007 kwalificeerde Joost Luiten zich voor de Europese Tour door als 6de op deze Order of Merit te eindigen. Hij had daarvoor ruim € 99.000 verdiend. Inder van Weerelt werd 43ste met bijna € 34.000.

## 1994
In 1994 werden op Het Rijk van Nijmegen twee toernooien in dezelfde week gespeeld, het Dutch Challenge Open en het SENS Ladies Dutch Open, dat door Liz Weima gewonnen werd. Bij de heren was Constant Smits van Waesberghe de beste Nederlander, bij de dames was dat (na Weima) Marjan de Boer.